# Joseph Hyacinthe Louis Jules d'Ariès
Joseph Hyacinthe Louis Jules d'Ariès (Tarbes, 22 gennaio 1813 – Tillac, 6 dicembre 1878) è stato un militare francese. Fu governatore ad interim della Cocincina dal 1º aprile 1860 al 6 febbraio 1861. Rimase in carica per tutta la durata dell'assedio di Saigon e tenne la città per 11 mesi affrontando forze vietnamite nettamente superiori.

## Gioventù (1813–1834)
Era figlio  di Dominique Zacharie d'Ariès (1773-1819), avvocato, procuratore a Tarbes e poi giudice di pace a Marciac, e di Anne Jeanne Gratiane Henriette de Mérens (1786-1823). Suo fratello, Adrien Paul Alfred d'Ariès (1819-90), divenne generale di divisione. Si diplomò all'École navale nel 1829 e divenne aspirante ufficiale il 17 ottobre 1829.

## Ufficiale di marina (1834–1860)
d'Ariès fu promosso a enseigne de vaisseau il 15 maggio 1834. Il 6 marzo 1839 fu nominato cavaliere della Legion d'onore. Nel 1840 prestò servizio sotto il comando di Emmanuel Graëb nel Mediterraneo, a bordo della nave da 80 cannoni Généreux. Su quella nave d'Ariès fu promosso tenente di vascello il 21 dicembre 1840. Il 1º gennaio 1849 era ad Algeri sulla batteria galleggiante Marengo, comandata da Pierre Victor Marcellin Sauvan. Fu promosso capitano di fregata l'8 marzo 1854 e ufficiale della Legion d'onore il 22 aprile 1855. Il 1º gennaio 1857 era di stanza a Tolone. Fu promosso capitano di vascello il 17 agosto 1859.

## In Cocincina (1860–1864)
d'Ariès divenne governatore ad interim della Cocincina il 1º aprile 1860, quando Théogène François Page lasciò Saigon per la Cina. A Saigon d'Ariès aveva a sua disposizione solo 1000 uomini (di cui 200 spagnoli), due corvette e quattro velieri minori, mentre il comandante vietnamita Nguyễn Tri Phương schierava 10000 truppe fresche nella provincia di Gia Định (che circonda Saigon). Nel corso dell'assedio di Saigon i vietnamiti attaccarono frequentemente la guarnigione francese; d'Ariès impiegò la maggior parte delle sue forze per mantenere l'accesso al mare e per questo creò una serie di fortificazioni rurali per proteggere Saigon e Chợ Lớn, ciascuna con 80 obici e 30 fucili.
Dopo la vittoria anglo-francese nella battaglia di Palikao (21 settembre 1860), l'ammiraglio Léonard Charner fu in grado di portare aiuto a d'Aries con 70 navi da guerra della flotta dell'Estremo Oriente e 3500 truppe francesi e spagnole guidate dal generale Élie de Vassoigne. Il 6 febbraio 1861 Charner assunse la carica di governatore della Cocincina.
Il 7 febbraio 1861 le forze di de Vassoigne assaltarono la provincia di Gia Định e, dopo due giorni di intensi combattimenti (24-25 febbraio 1861), presero la fortezza di Kỳ Hòa, a 6 km da Saigon. A Kỳ Hòa i francesi trovarono grandi scorte di riso, 2000 fucili e 500 cannoni pesanti. Nguyễn Tri Phương si ritirò a Biên Hòa e i francesi occuparono Mỹ Tho. L'imperatore Tự Đức decise quindi di negoziare una tregua.
Il 22 aprile 1861 d'Ariès fu nominato commendatore della Legion d'onore.
Con il trattato di Saigon del giugno 1862, d'Ariès cedette la cittadella di Vĩnh Long, nel delta del Mekong, a Phan Thanh Giản.. Tra il 1863 e il 1864 fu vice chef de division in Cocincina.

## Ultimi anni (1869–1878)
Il 1º gennaio 1869 d'Ariès era di stanza a Tolone. Fu promosso contrammiraglio il 4 febbraio 1872. Nel giugno 1872 fu membro della Commission des phares. Nel 1874 era maggiore della 2ª divisione marittima a Brest. Entrò nella riserva il 22 gennaio 1875 Morì il 612 1878 a Tillac.